# 柳原かなこ
柳原 かなこ（やなぎはら かなこ、1996年12月5日 - ）は、日本の女性声優。マウスプロモーション所属。新潟県出身。

## 来歴
声優を目指したきっかけは、女性声優が男の子役を演じていること知って衝撃を受け、「私も男の子になりたいっ！」と思ったことから。そのため、少年や中性的な人を演じてみたいと考えている。
2017年に東京アナウンス学院卒業後、同年、マウスプロモーション附属俳優養成所に32期生として入所。
同養成所生をパーソナリティに起用しているラジオ番組『アニメ探偵団3』（RKC高知放送）で、2017年5月3日から番組最終回かつ養成期間終了となる2019年3月31日までパーソナリティを務めた。
2018年2月9日、DMM GAME初のオリジナルメディアミックスプロジェクト『バドミントンガールズ』の主人公・広瀬夏奈子役に抜擢されたことが発表された。同年4月より本格始動した同プロジェクトのメインキャスト5人で声優ユニット「バドミントンガールズ」を結成。ユニットでは、同年8月14日に「まけんグミフェス☆2018 SUMMER」（Zepp Tokyo）への出演や、同年11月30日にとらのあな専売でデビューミニアルバムをリリースするなどの音楽活動も行った。
2019年3月31日に開催された「セガフェス2019」（ベルサール秋葉原）のゲーム『けものフレンズ3』発表ステージにサプライズゲストとして出演。同作でミーアキャット役を担当することと、ドール役の和泉風花と2人で声優ユニット「はなまるアニマル」を組んで活動を行うことが発表された。6月27日配信の「けものフレンズ3 わくわく探検レポート 出張版 #1,9」で「はなまるアニマル」にマイルカ役の伏見はる香も加わることが発表され、現在は3人ユニットとして活動している。
養成所32期生の2年間の養成期間を終え、2019年4月1日付でマウスプロモーションに所属。

## 人物
家族は父と母と妹。「ウチの夏フェス＋2019」の質問で、いま一番大切にしているものとして家族を、地球上で一番スキなものとして後述のプリンと妹を挙げている。かつては福島県双葉郡富岡町に住んでいた。
高校2年生の頃から毎日プリンを食べ続けているといい、公式プロフィールでは「利きプリン」を特技に挙げている。そのほか、空手も特技としている。『バドミントンガールズ』で主人公を演じているが、それまでバドミントンの経験はなかった。
自身の性格について一言で表すと「ガキ」と答えている。
当初は漢字表記の「柳原可奈子」名義で活動。お笑いタレントの柳原可奈子と同姓同名だが、本名である。マウスプロモーション所属直前の2019年3月30日に、名を平仮名にした「柳原かなこ」の表記で活動していくことをTwitterで発表した。なお、2人は最終学歴が同じ専門学校東京アナウンス学院という共通点もある。2人はまだ仕事も含め会ったことがない。

## 出演
太字はメインキャラクター。

### テレビアニメ
2018年
- ベルゼブブ嬢のお気に召すまま。（財務部職員）

2019年
- 天華百剣 〜めいじ館へようこそ!〜（庖丁正宗）

2020年
- BanG Dream! 3rd Season（生徒）
- 神達に拾われた男（2020年 - 2023年、シェルマ） - 2シリーズ

2021年
- スライム倒して300年、知らないうちにレベルMAXになってました（村人C）

2022年
- リアデイルの大地にて（リット）
- フットサルボーイズ!!!!!（トニオ）
- その着せ替え人形は恋をする（生徒）

2023年
- 人間不信の冒険者たちが世界を救うようです（販売係、ヒュージスライム、女性店員）
- もののがたり（夏希） - 2シリーズ
- 吸血鬼すぐ死ぬ2（女の子B）
- 私の百合はお仕事です!（クラスメート）
- るろうに剣心 -明治剣客浪漫譚- (2023)（患者の子供）
- 星屑テレパス（生徒A）

2024年
- 真の仲間じゃないと勇者のパーティーを追い出されたので、辺境でスローライフすることにしました2nd（子供②、子供2）
- しかのこのこのここしたんたん（モブ女子A、ギャル女子A）

### 劇場アニメ
- 劇場版 うたの☆プリンスさまっ♪ マジLOVEキングダム（2019年、歓声）

### Webアニメ
- ちょこっとアニメ けものフレンズ3（2019年 - 、ミーアキャット[25]）
- マウスどうぶつえん（2021年 - 、ポメラニアンのかなこ / マウスプロバイオレット）

### ゲーム
2018年
- ヴァイタルギア（ベフェル、シュイニー）
- リバースユニオン（アンネローゼ、ヘーラー、オケアノス、アズラエル、フラワープリンセス）

2019年
- アズールレーン（伊-13）
- 天華百剣 -斬-（庖丁正宗）
- けものフレンズ3（ミーアキャット）
- クイズRPG 魔法使いと黒猫のウィズ（2019年 - 2020年、フォーミュ、エミール・ポポポ）

2020年
- 戦の海賊（シクリー）
- ステーションメモリーズ!（恋浜みろく〈2代目〉）
- ポルト・ミラージュ（鮫島美波）
- Tokyo 7th シスターズ（四ツ倉ナツミ）

2021年
- フィギュアストーリー（水咲）
- パズルガールズ（羽黒）
- BLUE REFLECTION TIE/帝（星崎愛央）

2022年
- ヴェルヴェット・コード（羽黒、白雪、電）
- モンスターストライク（パンキーラ）
- エブリバディ 1-2-Switch!

2023年
- BLUE REFLECTION SUN/燦（星崎愛央）
- スノウブレイク：禁域降臨（カロリン〈2代目〉）

2024年
- アッシュエコーズ

2025年
- 天月麻雀（天野るる）
- プロジェクトセカイ カラフルステージ! feat. 初音ミク（望月晴流）

### ドラマCD
- MAUSU THEATER

### デジタルコミック
- ぱちん娘。（2021年、友達B[40]）
- 交差点珍道中（2021年、ルリエ[41]）
- まとはずれQ道部（2021年、的村羊美[42]）
- ドロンドロロン 読切版（2021年、幼少期のパンク[43]）

### 吹き替え
- カサブランカ（2021年、イヴォンヌ〈マデリーン・ルボー〉）　※N.E.M.版[44]

### ラジオ
※はインターネット配信。
- アニメ探偵団3（2017年 - 2019年、高知放送）パーソナリティ
- バドミントンガールズ 〜聖ラファエル学院放送部〜（2018年 - 2019年、ラジオ関西・音泉※）
- ラジオ「けものフレンズ3」（2019年、音泉※）
- 柳原かなこの本気!アニラブ（2019年 - 2020年、超!A&G+※）
- 庖丁三姉妹がキレ味抜群な番組を目指すラヂオ（2019年 - 2021年、超!A&G+※）

### テレビ番組
※はインターネット配信。
- けものフレンズ3わくわく探検レポート（2019年 - 、ニコニコ生放送※・YouTube※・あにてれ※）MC[45][46]

### ナレーション
- FC町田ゼルビアをつくろう〜ゼルつく〜 #90#91（2022年3月18日、AbemaTV）

### 舞台
- アリスインプロジェクト「クォンタムドールズ2017」（2017年7月6日 - 9日、六行会ホール） - 田中直衛 役（ダブルキャスト風組）[47]
- 「READING × READING　LOFT9 Shibuya ルーキー声優対決の陣」（2020年2月11日、LOFT9 Shibuya）斜線堂有紀『殺意の融解点』、渡辺浩弐『母の想いで』朗読[48]

### その他コンテンツ
- メディアミックスプロジェクト「バドミントンガールズ」（2018年、広瀬夏奈子）[8]

## ディスコグラフィ

### キャラクターソング
| 発売日         | 商品名             | 歌                                                                   | 楽曲                                                                     | 備考                                                       |
| -------------- | ------------------ | -------------------------------------------------------------------- | ------------------------------------------------------------------------ | ---------------------------------------------------------- |
| 2018年11月30日 | smash!!!!!         | バドミントンガールズ                                                 | 「Side × Side」 「smash!!!!!」 「全力全身DREAMER!」                      | メディアミックスプロジェクト『バドミントンガールズ』関連曲 |
| 2019年12月18日 | 夢追い華           | 庖丁三姉妹                                                           | 「夢追い華」                                                             | テレビアニメ『天華百剣 〜めいじ館へようこそ！〜』挿入歌    |
| 2019年12月18日 | 夢追い華           | 庖丁三姉妹                                                           | 「庖丁三姉妹、見参！」                                                   | テレビアニメ『天華百剣 〜めいじ館へようこそ！〜』関連曲    |
| 2019年12月18日 | 夢追い華           | 庖丁正宗（柳原かなこ）                                               | 「夢追い華」                                                             | テレビアニメ『天華百剣 〜めいじ館へようこそ！〜』関連曲    |
| 2020年12月9日  | MIRACLE DIALIES    | はなまるアニマル                                                     | 「はなまるアドベンチャー」 「いつだってはなまる」 「アニマルっていいな」 | ゲーム『けものフレンズ3』関連曲                            |
| 2020年12月9日  | ミライメモリーズ！ | 為栗メロ（成海瑠奈）、新阪ルナ（香里有佐）、恋浜みろく（柳原かなこ） | 「ミライメモリーズ！」                                                   | ゲーム『ステーションメモリーズ!』関連曲                    |
| 2020年12月9日  | ミライメモリーズ！ | 恋浜みろく（柳原かなこ）                                             | 「WITH!」                                                                | ゲーム『ステーションメモリーズ!』関連曲                    |
| 2021年7月21日  | 百華繚乱 参        | 庖丁三姉妹                                                           | 「結絆華」 「剣閃の華」                                                  | ゲーム『天華百剣 -斬-』関連曲                              |
| 2021年8月18日  | よりそう//メモリー | 恋浜みろく（柳原かなこ）                                             | 「ミライメモリーズ！」                                                   | ゲーム『ステーションメモリーズ！』関連曲                   |

### その他参加作品
| 発売日         | 商品名                           | 歌      | 楽曲         | 備考                                               |
| -------------- | -------------------------------- | ------- | ------------ | -------------------------------------------------- |
| 2019年12月28日 | 本気!アニラブ 第15期テーマソング | koikan@ | 「BlooMoon」 | Webラジオ『本気!アニラブ』第15期オープニングテーマ |

## ライブ・イベント

### 合同ライブ
| 出演日        | タイトル                                                                             | 会場                 |
| ------------- | ------------------------------------------------------------------------------------ | -------------------- |
| 2018年8月14日 | まけんグミフェス☆2018 SUMMER                                                         | Zepp Tokyo（東京都） |
| 2018年9月23日 | 東京ゲームショウ2018 DMM GAMESブース「バドミントンガールズ」新発表＆スペシャルライブ | 幕張メッセ（千葉県） |

### その他
- 舞台「クォンタムドールズ2017」支援者限定ファンミーティング（2017年8月28日、シアターKASSAI（東京都））[50]
- バドミントンガールズお披露目イベント 〜聖ラファエル学院 入学証書授与式〜（2018年4月1日、3331 Arts Chiyoda（東京都））[1]
- chara1 oct.2018「バドミントンガールズ」ズバッとスマッシュ体験会（2018年10月10日、東京ビッグサイト（東京都））[51]
- バドミントンガールズ デビューシングル「smash!!!!!」発売記念お渡しイベント（2018年11月23日、とらのあな秋葉原店C（東京都））[52]
- セガフェス 2019「けものフレンズ3」ミニライブ&情報ステージ（2019年3月31日、ベルサール秋葉原（東京都））サプライズゲスト[12]
- ニコニコ超会議2019 超ゲームエリアステージ けものフレンズ3わくわく探検レポート出張版（2019年4月27日、幕張メッセ国際展示場（千葉県））[46]
- けものフレンズ3 わくわく探検レポート 出張版 #1,9（2019年6月4日、オービィ横浜（神奈川県）[53]

### ユニットメンバー
1. ↑  広瀬夏奈子（柳原可奈子）、鳴瀬瑠依紗（和多田美咲）、名取茉莉愛（前田佳織里）、砂押歩恵夢（中島優衣）、高城絵理華（黒木ほの香）
2. 1 2  透し正宗（飯田ヒカル）、庖丁正宗（柳原かなこ）、ほりぬき正宗（春川友紀）
3. ↑  ドール（和泉風花）、ミーアキャット（柳原かなこ）、マイルカ（伏見はる香）
4. ↑  柳原かなこ、根本京里、西山彩佳

### シリーズ一覧
1. ↑  第1期（2020年）、第2期『2』（2023年）
2. ↑  第一章（2023年）、第二章（2023年）